# ATP Challenger Shenzhen-2
Das ATP Challenger Shenzhen-2 (offizieller Name: Shenzhen Longhua Open) ist ein ab 2017 jährlich stattfindendes Tennisturnier in Shenzhen, China. Es ist Teil der ATP Challenger Tour und wird im Freien auf Hartplatz ausgetragen.

## Siegerliste

### Einzel
| Jahr                         | Sieger               | Finalgegner    | Ergebnis        |
| ---------------------------- | -------------------- | -------------- | --------------- |
| 2024                         | Mackenzie McDonald   | Arthur Cazaux  | 6:4, 7:64       |
| 2023                         | Aleksandar Kovacevic | Nuno Borges    | 7:64, 7:65      |
| 2020–2022: nicht ausgetragen |                      |                |                 |
| 2019                         | Zhang Zhizhen        | Li Zhe         | 6:3, 4:6, 6:1   |
| 2018                         | Miomir Kecmanović    | Blaž Kavčič    | 6:2, 2:6, 6:3   |
| 2017                         | Radu Albot           | Hubert Hurkacz | 7:66, 6:73, 6:4 |

### Doppel
| Jahr                         | Sieger                                   | Finalgegner                            | Ergebnis   |
| ---------------------------- | ---------------------------------------- | -------------------------------------- | ---------- |
| 2024                         | Pruchya Isaro Wang Aoran                 | Ray Ho Joshua Paris                    | 7:64, 6:3  |
| 2023                         | Alexander Erler Lucas Miedler            | Piotr Matuszewski Matthew Romios       | 6:3, 6:4   |
| 2020–2022: nicht ausgetragen |                                          |                                        |            |
| 2019                         | Hsieh Cheng-peng (2) Yang Tsung-hua      | Michail Jelgin Ramkumar Ramanathan     | 6:2, 7:5   |
| 2018                         | Hsieh Cheng-peng (1) Christopher Rungkat | N. Sriram Balaji Jeevan Nedunchezhiyan | 6:4, 6:2   |
| 2017                         | N. Sriram Balaji Vishnu Vardhan          | Austin Krajicek Jackson Withrow        | 7:63, 7:63 |